# Maria av Tver
Maria Borisovna av Tver, (på ryska Мария Борисовна), född 1442, död 1467, var en storfurstinna av Moskva, gift med storfurst Ivan III av Moskva.  
Maria var dotter till Boris Alexandrovitj av Tver. Hennes far var Vasilij II:s allierade mot Dmitry Shemyaka och hon trolovades därför med Ivan III år 1452. Maria ska ha varit sjuklig sedan barndomen. Hon ska ha avlidit av förgiftning.   